# Newsboys/Diskografie
Diese Diskografie ist eine Übersicht über die musikalischen Werke der US-amerikanischen christlichen Pop- und Rockband Newsboys. Den Schallplattenauszeichnungen zufolge hat sie bisher mehr als 6,1 Millionen Tonträger verkauft. Ihre erfolgreichste Veröffentlichung ist die Single God’s Not Dead (Like a Lion) mit über zwei Millionen verkauften Einheiten.

## Alben

### Studioalben
| Jahr | Titel                        | Höchstplatzierung, Gesamtwochen, AuszeichnungChartplatzierungen (Jahr, Titel, Platzierungen, Wochen, Auszeichnungen, Anmerkungen) | Höchstplatzierung, Gesamtwochen, AuszeichnungChartplatzierungen (Jahr, Titel, Platzierungen, Wochen, Auszeichnungen, Anmerkungen) | Anmerkungen                                                 |
| Jahr | Titel                        | US | Christ | Anmerkungen                                                 |
| ---- | ---------------------------- | --- | --- | ----------------------------------------------------------- |
| 1987 | He’s Coming Back             | — | — | Erstveröffentlichung: 1. Januar 1987                        |
| 1988 | Read All About It            | — | — | Erstveröffentlichung: 1. Dezember 1988                      |
| 1990 | Hell Is for Wimps            | — | — | Erstveröffentlichung: 31. Juli 1990                         |
| 1991 | Boys Will Be Boyz            | — | — | Erstveröffentlichung: 9. August 1991                        |
| 1992 | Not Ashamed                  | — | Christ11 (113 Wo.)Christ | Erstveröffentlichung: 29. September 1992                    |
| 1994 | Going Public                 | US— GoldUS | Christ2 (97 Wo.)Christ | Erstveröffentlichung: 26. Juli 1994 Verkäufe: + 500.000     |
| 1996 | Take Me to Your Leader       | US35 Gold · (20 Wo.)US | Christ1 (91 Wo.)Christ | Erstveröffentlichung: 20. Februar 1996 Verkäufe: + 500.000  |
| 1998 | Step Up to the Microphone    | US61 Gold · (20 Wo.)US | Christ1 (65 Wo.)Christ | Erstveröffentlichung: 30. Juni 1998 Verkäufe: + 500.000     |
| 1999 | Love Liberty Disco           | US80 (6 Wo.)US | Christ5 (34 Wo.)Christ | Erstveröffentlichung: 16. November 1999                     |
| 2002 | Thrive                       | US38 (7 Wo.)US | Christ3 (44 Wo.)Christ | Erstveröffentlichung: 26. März 2002                         |
| 2003 | Adoration: The Worship Album | US33 Gold · (17 Wo.)US | Christ1 (62 Wo.)Christ | Erstveröffentlichung: 8. April 2003 Verkäufe: + 500.000     |
| 2004 | Devotion                     | US56 (7 Wo.)US | Christ5 (36 Wo.)Christ | Erstveröffentlichung: 2. November 2004                      |
| 2006 | Go                           | US51 (11 Wo.)US | Christ4 (57 Wo.)Christ | Erstveröffentlichung: 31. Oktober 2006                      |
| 2009 | In the Hands of God          | US28 (9 Wo.)US | Christ2 (32 Wo.)Christ | Erstveröffentlichung: 5. Mai 2009                           |
| 2010 | Born Again                   | US4 (33 Wo.)US | Christ1 (75 Wo.)Christ | Erstveröffentlichung: 13. Juli 2010                         |
| 2011 | God’s Not Dead               | US45 Gold · (73 Wo.)US | Christ1 (109 Wo.)Christ | Erstveröffentlichung: 15. November 2011 Verkäufe: + 500.000 |
| 2013 | Restart                      | US38 (31 Wo.)US | Christ1 (81 Wo.)Christ | Erstveröffentlichung: 10. September 2013                    |
| 2014 | Hallelujah for the Cross     | US79 (3 Wo.)US | Christ4 (26 Wo.)Christ | Erstveröffentlichung: 4. November 2014                      |
| 2016 | Love Riot                    | US14 (4 Wo.)US | Christ2 (55 Wo.)Christ | Erstveröffentlichung: 4. März 2016                          |
| 2019 | United                       | US20 (1 Wo.)US | Christ1 (7 Wo.)Christ | Erstveröffentlichung: 10. Mai 2019                          |
| 2021 | Stand                        | — | Christ6 (3 Wo.)Christ | Erstveröffentlichung: 1. Oktober 2021                       |
| 2024 | Worldwide Revival, Part One  | — | Christ41 (1 Wo.)Christ | Erstveröffentlichung: 19. Juli 2024                         |

### Livealben
| Jahr | Titel                           | Höchstplatzierung, Gesamtwochen, AuszeichnungChartplatzierungen (Jahr, Titel, Platzierungen, Wochen, Auszeichnungen, Anmerkungen) | Höchstplatzierung, Gesamtwochen, AuszeichnungChartplatzierungen (Jahr, Titel, Platzierungen, Wochen, Auszeichnungen, Anmerkungen) | Anmerkungen                              |
| Jahr | Titel                           | US | Christ | Anmerkungen                              |
| ---- | ------------------------------- | --- | --- | ---------------------------------------- |
| 2008 | Houston We Are GO               | — | Christ14 (11 Wo.)Christ | Erstveröffentlichung: 30. September 2008 |
| 2012 | Live in Concert: God’s Not Dead | US124 (1 Wo.)US | Christ25 (8 Wo.)Christ | Erstveröffentlichung: 23. Oktober 2012   |

### Kompilationen
| Jahr | Titel                                             | Höchstplatzierung, Gesamtwochen, AuszeichnungChartplatzierungen (Jahr, Titel, Platzierungen, Wochen, Auszeichnungen, Anmerkungen) | Höchstplatzierung, Gesamtwochen, AuszeichnungChartplatzierungen (Jahr, Titel, Platzierungen, Wochen, Auszeichnungen, Anmerkungen) | Anmerkungen                                                |
| Jahr | Titel                                             | US | Christ | Anmerkungen                                                |
| ---- | ------------------------------------------------- | --- | --- | ---------------------------------------------------------- |
| 2000 | Shine: The Hits                                   | US122 Gold · (10 Wo.)US | Christ5 (50 Wo.)Christ | Erstveröffentlichung: 24. Oktober 2000 Verkäufe: + 500.000 |
| 2005 | He Reigns: The Worship Collection                 | — | Christ35 (12 Wo.)Christ | Erstveröffentlichung: 4. Oktober 2005                      |
| 2007 | The Greatest Hits                                 | — | Christ27 (26 Wo.)Christ | Erstveröffentlichung: 20. November 2007                    |
| 2016 | God’s Not Dead: The Greatest Hits of the Newsboys | — | Christ29 (17 Wo.)Christ | Erstveröffentlichung: 12. Februar 2016                     |

Weitere Kompilationen
- 2004: 8 Great Hits
- 2004: The Best of Newsboys: 10 Best Series
- 2007: A Collection: 1992–2002
- 2008: 2 for 1: Adoration: The Worship Album / Devotion
- 2008: 2 for 1: Thrive / Newsboys Remixed
- 2009: The Ultimate Collection
- 2009: 2 for 1: Step Up to the Microphone / Love Liberty Disco
- 2010: Go / Go: Remixed
- 2010: Discover: 6 Essential Songs
- 2011: My Newsboys Playlist
- 2011: Back 2 Back Hits: Adoration / The Greatest Hits
- 2013: Icon
- 2014: 3 Album Collection

### Remixalben
| Jahr | Titel            | Höchstplatzierung, Gesamtwochen, AuszeichnungChartsChartplatzierungen (Jahr, Titel, Platzierungen, Wochen, Auszeichnungen, Anmerkungen) | Anmerkungen                              |
| Jahr | Titel            | Christ | Anmerkungen                              |
| ---- | ---------------- | --- | ---------------------------------------- |
| 2002 | Newsboys Remixed | Christ21 (18 Wo.)Christ | Erstveröffentlichung: 24. September 2002 |
| 2007 | Go: Remixed      | Christ49 (1 Wo.)Christ | Erstveröffentlichung: 8. Mai 2007        |

### EPs
| Jahr | Titel                         | Höchstplatzierung, Gesamtwochen, AuszeichnungChartsChartplatzierungen (Jahr, Titel, Platzierungen, Wochen, Auszeichnungen, Anmerkungen) | Anmerkungen                            |
| Jahr | Titel                         | Christ | Anmerkungen                            |
| ---- | ----------------------------- | --- | -------------------------------------- |
| 2010 | Christmas! A Newsboys Holiday | Christ11 (10 Wo.)Christ | Erstveröffentlichung: 11. Oktober 2010 |

Weitere EPs
- 1998: Entertaining Angels
- 2002: It Is You EP
- 2003: 8 Great Hits
- 2006: Go EP
- 2006: Top Five
- 2009: Something Beautiful
- 2010: Born Again Preview EP
- 2010: Discover: 6 Essential Songs
- 2016: Love Riot Preview EP

## Singles
| Jahr | Titel Album                                                   | Höchstplatzierung, Gesamtwochen, AuszeichnungChartsChartplatzierungen (Jahr, Titel, Album, Platzierungen, Wochen, Auszeichnungen, Anmerkungen) | Anmerkungen                                         |
| Jahr | Titel Album                                                   | Christ | Anmerkungen                                         |
| --- | ------------------------------------------------------------- | --- | --------------------------------------------------- |
| 2003 | He Reigns Adoration: The Worship Album                        | Christ4 Gold · (43 Wo.)Christ | Verkäufe: + 500.000                                 |
| 2003 | You Are My King (Amazing Love) Adoration: The Worship Album   | Christ1 (63 Wo.)Christ |                                                     |
| 2003 | Adoration Adoration: The Worship Album                        | Christ34 (2 Wo.)Christ |                                                     |
| 2004 | Presence (My Heart’s Desire) Devotion                         | Christ4 (26 Wo.)Christ |                                                     |
| 2004 | Devotion                                                      | Christ16 (22 Wo.)Christ |                                                     |
| 2006 | I Am Free Houston We Are GO                                   | Christ11 (20 Wo.)Christ |                                                     |
| 2006 | Wherever We Go Go                                             | Christ3 (23 Wo.)Christ |                                                     |
| 2006 | Something Beautiful Go                                        | Christ4 (30 Wo.)Christ |                                                     |
| 2006 | In Wonder Go                                                  | Christ4 (25 Wo.)Christ |                                                     |
| 2008 | Stay Strong The Greatest Hits                                 | Christ19 (20 Wo.)Christ |                                                     |
| 2009 | In the Hands of God                                           | Christ3 (29 Wo.)Christ |                                                     |
| 2009 | Glorious In the Hands of God                                  | Christ15 (24 Wo.)Christ |                                                     |
| 2010 | I’ll Be Born Again EP                                         | Christ32 (13 Wo.)Christ |                                                     |
| 2010 | Born Again                                                    | Christ2 (44 Wo.)Christ |                                                     |
| 2010 | Way Beyond Myself Born Again                                  | Christ25 (17 Wo.)Christ |                                                     |
| 2011 | We Remember Born Again: Miracles Edition                      | Christ19 (15 Wo.)Christ |                                                     |
| 2011 | Save Your Life Born Again: Miracles Edition                   | Christ18 (22 Wo.)Christ |                                                     |
| 2011 | God’s Not Dead (Like a Lion) God’s Not Dead                   | Christ2 ×2Doppelplatin · (52 Wo.)Christ | Verkäufe: + 2.030.000                               |
| 2012 | Your Love Never Fails God’s Not Dead                          | Christ6 (31 Wo.)Christ |                                                     |
| 2013 | Live With Abandon Restart                                     | Christ9 (24 Wo.)Christ |                                                     |
| 2014 | We Believe Restart                                            | Christ2 Gold · (43 Wo.)Christ | Verkäufe: + 530.000                                 |
| 2014 | That Home (A Tribute to Moms) Restart                         | Christ43 (1 Wo.)Christ |                                                     |
| 2015 | Guilty Love Riot                                              | Christ12 (28 Wo.)Christ | Erstveröffentlichung: 25. September 2015            |
| 2016 | You Hold It All (Every Mountain) Love Riot                    | Christ42 (5 Wo.)Christ | Erstveröffentlichung: 26. Februar 2016              |
| 2017 | The Cross Has the Final Word United (Deluxe Edition)          | Christ22 (20 Wo.)Christ | Erstveröffentlichung: 19. Mai 2017 mit Peter Furler |
| 2019 | Greatness of Our God United                                   | Christ10 (26 Wo.)Christ | Erstveröffentlichung: 26. Januar 2019               |
| 2019 | Symphony United                                               | Christ48 (1 Wo.)Christ | Erstveröffentlichung: 1. März 2019                  |
| 2021 | Magnetic Stand                                                | Christ27 (17 Wo.)Christ | Erstveröffentlichung: 7. Mai 2021                   |
| 2022 | Stand                                                         | Christ38 (17 Wo.)Christ | Erstveröffentlichung: 28. Januar 2022               |
| 2022 | I Speak Jesus –                                               | Christ47 (2 Wo.)Christ | Erstveröffentlichung: 2. September 2022             |
| 2025 | How Many Times Worldwide Revival, Part One                    | Christ37 (4 Wo.)Christ | Erstveröffentlichung: 14. März 2025                 |
| Folgende Lieder erschienen nicht als Single, wurden aber durch das Album zum Download und Streaming bereitgestellt und konnten somit eine Platzierung erlangen: |                                                               | |                                                     |
| |                                                               | |                                                     |
| 2010 | Jingle Bell Rock Christmas! A Newsboys Holiday                | Christ15 (5 Wo.)Christ |                                                     |
| 2010 | All I Want for Christmas Is You Christmas! A Newsboys Holiday | Christ24 (3 Wo.)Christ |                                                     |
| 2010 | Winter Wonderland Christmas! A Newsboys Holiday               | Christ32 (4 Wo.)Christ |                                                     |
| 2010 | O Holy Night Christmas! A Newsboys Holiday                    | Christ47 (2 Wo.)Christ |                                                     |
| 2014 | The King Is Coming God’s Not Dead                             | Christ41 (4 Wo.)Christ |                                                     |

Weitere Singles
- 1988: I Got Your Number
- 1990: In the End
- 1990: All I Can See
- 1990: Ten Thousand Miles
- 1991: Simple Man
- 1991: One Heart
- 1991: Kingdom Man
- 1991: Stay With Me
- 1991: Israel
- 1991: You and Me
- 1991: Taste and See
- 1992: I’m Not Ashamed
- 1993: Where You Belong / Turn Your Eyes Upon Jesus
- 1993: Upon This Rock
- 1993: Strong Love
- 1993: I Cannot Get You Out of My System
- 1993: Dear Shame
- 1993: Boycott Hell
- 1994: Be Still
- 1994: Shine
- 1995: Let It Rain
- 1995: Spirit Thing
- 1995: Lights Out
- 1995: Real Good Thing
- 1995: Truth and Consequences
- 1995: Going Public
- 1995: Reality
- 1996: God Is Not a Secret
- 1996: Take Me to Your Leader
- 1996: Cup O’ Tea
- 1996: Let It Go
- 1996: Lost the Plot
- 1996: Breakfast
- 1997: Breathe
- 1997: Breathe (Benediction)
- 1997: It’s All Who You Know
- 1998: Shine 2000
- 1998: Not Ashamed (Remix)
- 1998: Entertaining Angels
- 1998: Believe
- 1998: Hallelujah
- 1998: Woo Hoo
- 1998: Step Up to the Microphone
- 1999: Truth Be Known – Everybody Gets a Shot
- 1999: Love Liberty Disco
- 2000: Beautiful Sound
- 2000: I Surrender All
- 2000: Good Stuff
- 2000: Mega-Mix
- 2000: God Is Not a Secret (feat. TobyMac)
- 2000: Joy
- 2001: Who?
- 2001: Praises
- 2002: It Is You
- 2002: Million Pieces (Kissin' Your Cares Goodbye)
- 2002: John Woo
- 2002: Live in Stereo
- 2002: The Fad of the Land
- 2002: Giving It Over
- 2002: In the Belly of the Whale (feat. Steve Taylor)
- 2003: In Christ Alone
- 2004: Blessed Be Your Name (feat. Rebecca St. James)
- 2004: Strong Tower
- 2005: Isaiah
- 2008: Yo Ho Hero (feat. Steve Taylor)
- 2009: The Way We Roll
- 2011: Miracles
- 2012: The League of Incredible Vegetables (Theme)
- 2013: Jesus Paid It All
- 2014: That’s How You Change the World
- 2014: Hallelujah for the Cross
- 2015: His Eye Is on the Sparrow
- 2016: Crazy
- 2019: This I Know
- 2019: Only the Son (Yeshua)

## Videoalben
- 1991: Boys Will Be Boyz
- 1993: Not Ashamed – The Video
- 1996: Down Under – The Big Top
- 1996: Take Me to Your Leader – Youth Study Course
- 1999: Live One Night in Pennsylvania (US: Gold)
- 2001: Shine: The Hits – Live One Night in Pennsylvania
- 2002: Thrive: Live from the Rock and Roll Hall of Fame

## Statistik

### Chartauswertung
|                     | US     | Christ         |
| ------------------- | ------ | -------------- |
| Nummer-eins-Alben   | US—US  | Christ7Christ  |
| Top-10-Alben        | US1US  | Christ17Christ |
| Alben in den Charts | US16US | Christ27Christ |

|                       | Christ         |
| --------------------- | -------------- |
| Nummer-eins-Singles   | Christ1Christ  |
| Top-10-Singles        | Christ13Christ |
| Singles in den Charts | Christ35Christ |

### Auszeichnungen für Musikverkäufe
| Goldene Schallplatte - Brasilien - 2024: für die Single We Believe | Platin-Schallplatte - Brasilien - 2024: für die Single God’s Not Dead (Like a Lion) |

Anmerkung: Auszeichnungen in Ländern aus den Charttabellen bzw. Chartboxen sind in ebendiesen zu finden.
| Land/RegionAuszeichnungen für Musikverkäufe (Land/Region, Auszeichnungen, Verkäufe, Quellen) | Gold       | Platin     | Verkäufe  | Quellen             |
| -------------------------------------------------------------------------------------------- | ---------- | ---------- | --------- | ------------------- |
| Brasilien (PMB)                                                                              | Gold1      | Platin1    | 90.000    | pro-musicabr.org.br |
| Vereinigte Staaten (RIAA)                                                                    | 9× Gold9   | 2× Platin2 | 6.050.000 | riaa.com            |
| Insgesamt                                                                                    | 10× Gold10 | 3× Platin3 |           |                     |